# IBU-Cup 2023/24
Der IBU-Cup 2023/24 wurde zwischen dem 27. November 2023 und dem 9. März 2024 ausgetragen. Die Wettkämpfe waren international besetzt und nach dem Biathlon-Weltcup 2023/24 die zweithöchste Wettkampfserie im Biathlon.
Titelverteidiger der Gesamtwertung waren der Norweger Endre Strømsheim und die Schwedin Tilda Johansson.
Höhepunkt der Saison waren die Biathlon-Europameisterschaften 2024 im slowakischen Osrblie. Diese Wettkämpfe flossen auch in die Wertungen des IBU-Cups mit ein.

## Austragungsorte
| Idre |

| Sjusjøen |

| Kontiolahti |

| Osrblie |

| Arber |

|  |

|  |

|  |

| Idre |

| Sjusjøen |

| Kontiolahti |

| Osrblie |

| Arber |

|  |

|  |

|  |

| Ridnaun |

| Martell |

| Obertilliach |

| Ridnaun |

| Martell |

| Obertilliach |

## Wettkampfkalender
| Datum                           | Ort            | Wettkämpfe                                                      |
| ------------------------------- | -------------- | --------------------------------------------------------------- |
| 27. November – 3. Dezember 2023 | Kontiolahti    | Einzel, Sprint, Mixed-Staffel, Single-Mixed-Staffel             |
| 4.–10. Dezember 2023            | Idre           | Sprint, Sprint, Verfolgung                                      |
| 11.–16. Dezember 2023           | Sjusjøen       | Sprint, Verfolgung, Massenstart                                 |
| 2.–7. Januar 2024               | Martell        | Kurz-Einzel, Sprint, Verfolgung                                 |
| 8.–13. Januar 2024              | Ridnaun        | Sprint, Massenstart, Mixed-Staffel, Single-Mixed-Staffel        |
| 21.–28. Januar 2024 (EM 2024)   | Brezno-Osrblie | Einzel, Sprint, Verfolgung, Mixed-Staffel, Single-Mixed-Staffel |
| 29. Januar – 3. Februar 2024    | Arber          | Sprint, Sprint                                                  |
| 26. Februar – 3. März 2024      | Obertilliach   | Sprint, Verfolgung, Mixed-Staffel, Single-Mixed-Staffel         |
| 4.–9. März 2024                 | Obertilliach   | Kurz-Einzel, Sprint, Massenstart                                |

## Frauen

### Resultate
| 1. IBU-Cup in Kontiolahti, 27. November – 3. Dezember 2023 | 1. IBU-Cup in Kontiolahti, 27. November – 3. Dezember 2023 | 1. IBU-Cup in Kontiolahti, 27. November – 3. Dezember 2023 | 1. IBU-Cup in Kontiolahti, 27. November – 3. Dezember 2023 | 1. IBU-Cup in Kontiolahti, 27. November – 3. Dezember 2023 |
| ---------------------------------------------------------- | ---------------------------------------------------------- | ---------------------------------------------------------- | ---------------------------------------------------------- | ---------------------------------------------------------- |
| Datum                                                      | Disziplin                                                  | Erster Platz                                               | Zweiter Platz                                              | Dritter Platz                                              |
| 30. November 2023 (Do.)                                    | Einzel (15 km)                                             | Jeanne Richard                                             | Maren Kirkeeide                                            | Karoline Erdal                                             |
| 2. Dezember 2023 (Sa.)                                     | Sprint (7,5 km)                                            | Emilie Ågheim Kalkenberg                                   | Sara Andersson                                             | Océane Michelon                                            |

| 2. IBU-Cup in Idre, 4.–10. Dezember 2023 | 2. IBU-Cup in Idre, 4.–10. Dezember 2023 | 2. IBU-Cup in Idre, 4.–10. Dezember 2023 | 2. IBU-Cup in Idre, 4.–10. Dezember 2023 | 2. IBU-Cup in Idre, 4.–10. Dezember 2023 |
| ---------------------------------------- | ---------------------------------------- | ---------------------------------------- | ---------------------------------------- | ---------------------------------------- |
| Datum                                    | Disziplin                                | Erster Platz                             | Zweiter Platz                            | Dritter Platz                            |
| 8. Dezember 2023 (Fr.)                   | Sprint (7,5 km)                          | Johanna Puff                             | Jenny Enodd                              | Jeanne Richard                           |
| 9. Dezember 2023 (Sa.)                   | Sprint (7,5 km)                          | Karoline Erdal                           | Juliane Frühwirt                         | Anna-Karin Heijdenberg                   |
| 10. Dezember 2023 (So.)                  | Verfolgung (10 km)                       | Jenny Enodd                              | Karoline Erdal                           | Ella Halvarsson                          |

| 3. IBU-Cup in Sjusjøen, 11.–16. Dezember 2023 | 3. IBU-Cup in Sjusjøen, 11.–16. Dezember 2023 | 3. IBU-Cup in Sjusjøen, 11.–16. Dezember 2023 | 3. IBU-Cup in Sjusjøen, 11.–16. Dezember 2023 | 3. IBU-Cup in Sjusjøen, 11.–16. Dezember 2023 |
| --------------------------------------------- | --------------------------------------------- | --------------------------------------------- | --------------------------------------------- | --------------------------------------------- |
| Datum                                         | Disziplin                                     | Erster Platz                                  | Zweiter Platz                                 | Dritter Platz                                 |
| 13. Dezember 2023 (Mi.)                       | Sprint (7,5 km)                               | Océane Michelon                               | Jeanne Richard                                | Gro Njølstad Randby                           |
| 15. Dezember 2023 (Fr.)                       | Verfolgung (10 km)                            | Anaëlle Bondoux                               | Ida Lien                                      | Stina Nilsson                                 |
| 16. Dezember 2023 (Sa.)                       | Massenstart 60 (12 km)                        | Julia Tannheimer                              | Jenny Enodd                                   | Ida Lien                                      |

| 4. IBU-Cup in Martell, 2.–7. Januar 2024 | 4. IBU-Cup in Martell, 2.–7. Januar 2024 | 4. IBU-Cup in Martell, 2.–7. Januar 2024 | 4. IBU-Cup in Martell, 2.–7. Januar 2024 | 4. IBU-Cup in Martell, 2.–7. Januar 2024 |
| ---------------------------------------- | ---------------------------------------- | ---------------------------------------- | ---------------------------------------- | ---------------------------------------- |
| Datum                                    | Disziplin                                | Erster Platz                             | Zweiter Platz                            | Dritter Platz                            |
| 4. Januar 2024 (Do.)                     | Kurz-Einzel (12,5 km)                    | Julia Kink                               | Emily Schumann                           | Stina Nilsson                            |
| 6. Januar 2024 (Sa.)                     | Sprint (7,5 km)                          | Maren Kirkeeide                          | Maya Cloetens                            | Stina Nilsson                            |
| 7. Januar 2024 (So.)                     | Verfolgung (10 km)                       | Gilonne Guigonnat                        | Anna Andexer                             | Johanna Puff                             |

| 5. IBU-Cup in Ridnaun, 8.–13. Januar 2024 | 5. IBU-Cup in Ridnaun, 8.–13. Januar 2024 | 5. IBU-Cup in Ridnaun, 8.–13. Januar 2024 | 5. IBU-Cup in Ridnaun, 8.–13. Januar 2024 | 5. IBU-Cup in Ridnaun, 8.–13. Januar 2024 |
| ----------------------------------------- | ----------------------------------------- | ----------------------------------------- | ----------------------------------------- | ----------------------------------------- |
| Datum                                     | Disziplin                                 | Erster Platz                              | Zweiter Platz                             | Dritter Platz                             |
| 10. Januar 2024 (Mi.)                     | Sprint (7,5 km)                           | Gilonne Guigonnat                         | Sara Scattolo                             | Ida Lien                                  |
| 12. Januar 2024 (Fr.)                     | Massenstart 60 (12 km)                    | Johanna Puff                              | Selina Grotian                            | Ida Lien                                  |

| Europameisterschaften in Brezno-Osrblie, 21.–28. Januar 2024 | Europameisterschaften in Brezno-Osrblie, 21.–28. Januar 2024 | Europameisterschaften in Brezno-Osrblie, 21.–28. Januar 2024 | Europameisterschaften in Brezno-Osrblie, 21.–28. Januar 2024 | Europameisterschaften in Brezno-Osrblie, 21.–28. Januar 2024 |
| ------------------------------------------------------------ | ------------------------------------------------------------ | ------------------------------------------------------------ | ------------------------------------------------------------ | ------------------------------------------------------------ |
| Datum                                                        | Disziplin                                                    | Erster Platz                                                 | Zweiter Platz                                                | Dritter Platz                                                |
| 24. Januar 2024 (Mi.)                                        | Einzel (15 km)                                               | Maren Kirkeeide                                              | Alina Stremous                                               | Ema Kapustová                                                |
| 26. Januar 2024 (Fr.)                                        | Sprint (7,5 km)                                              | Ida Lien                                                     | Maren Kirkeeide                                              | Chrystyna Dmytrenko                                          |
| 27. Januar 2024 (Sa.)                                        | Verfolgung (10 km)                                           | Maren Kirkeeide                                              | Emilie Ågheim Kalkenberg                                     | Océane Michelon                                              |

| 6. IBU-Cup am Arber, 29. Januar – 3. Februar 2024 | 6. IBU-Cup am Arber, 29. Januar – 3. Februar 2024 | 6. IBU-Cup am Arber, 29. Januar – 3. Februar 2024 | 6. IBU-Cup am Arber, 29. Januar – 3. Februar 2024 | 6. IBU-Cup am Arber, 29. Januar – 3. Februar 2024 |
| ------------------------------------------------- | ------------------------------------------------- | ------------------------------------------------- | ------------------------------------------------- | ------------------------------------------------- |
| Datum                                             | Disziplin                                         | Erster Platz                                      | Zweiter Platz                                     | Dritter Platz                                     |
| 1. Februar 2024 (Do.)                             | Sprint (7,5 km)                                   | Hannah Auchentaller                               | Emilie Ågheim Kalkenberg                          | Sara Scattolo                                     |
| 3. Februar 2024 (Sa.)                             | Sprint (7,5 km)                                   | Karoline Erdal                                    | Camille Bened                                     | Lea Rothschopf                                    |

| 7. IBU-Cup in Obertilliach, 26. Februar – 3. März 2024 | 7. IBU-Cup in Obertilliach, 26. Februar – 3. März 2024 | 7. IBU-Cup in Obertilliach, 26. Februar – 3. März 2024 | 7. IBU-Cup in Obertilliach, 26. Februar – 3. März 2024 | 7. IBU-Cup in Obertilliach, 26. Februar – 3. März 2024 |
| ------------------------------------------------------ | ------------------------------------------------------ | ------------------------------------------------------ | ------------------------------------------------------ | ------------------------------------------------------ |
| Datum                                                  | Disziplin                                              | Erster Platz                                           | Zweiter Platz                                          | Dritter Platz                                          |
| 29. Februar 2024 (Do.)                                 | Sprint (7,5 km)                                        | Ragnhild Femsteinevik                                  | Océane Michelon                                        | Kristina Oberthaler                                    |
| 2. März 2024 (Sa.)                                     | Verfolgung (10 km)                                     | Marthe Kråkstad Johansen                               | Océane Michelon                                        | Tereza Vinklárková                                     |

| 8. IBU-Cup in Obertilliach, 4.–9. März 2024 | 8. IBU-Cup in Obertilliach, 4.–9. März 2024 | 8. IBU-Cup in Obertilliach, 4.–9. März 2024 | 8. IBU-Cup in Obertilliach, 4.–9. März 2024 | 8. IBU-Cup in Obertilliach, 4.–9. März 2024 |
| ------------------------------------------- | ------------------------------------------- | ------------------------------------------- | ------------------------------------------- | ------------------------------------------- |
| Datum                                       | Disziplin                                   | Erster Platz                                | Zweiter Platz                               | Dritter Platz                               |
| 7. März 2024 (Do.) 1                        | Kurz-Einzel (12,5 km)                       | Lisa Spark                                  | Chloé Chevalier                             | Camille Bened                               |
| 8. März 2024 (Fr.)                          | Sprint (7,5 km)                             | Stefanie Scherer                            | Gro Njølstad Randby                         | Océane Michelon                             |
| 9. März 2024 (Sa.)                          | Massenstart 60 (12 km)                      | Anaëlle Bondoux                             | Océane Michelon                             | Emily Schumann                              |

### Pokalwertungen Frauen
| Endstand nach 23 Rennen (Top 10) |                          |        |       |
| \| Rang \| Name \| Punkte \| Siege \| \| ---- \| ------------------------ \| ------ \| ----- \| \| 01 \| Océane Michelon \| 803 \| 1 \| \| 02 \| Jenny Enodd \| 708 \| 1 \| \| 03 \| Karoline Erdal \| 691 \| 2 \| \| 04 \| Anaëlle Bondoux \| 657 \| 2 \| \| 05 \| Emily Schumann \| 597 \| 0 \| \| 06 \| Maren Kirkeeide \| 589 \| 3 \| \| 07 \| Ida Lien \| 577 \| 1 \| \| 08 \| Emilie Ågheim Kalkenberg \| 488 \| 1 \| \| 09 \| Julia Tannheimer \| 481 \| 1 \| \| 10 \| Ella Halvarsson \| 476 \| 0 \| |                          |        |       |
| Rang | Name                     | Punkte | Siege |
| 01 | Océane Michelon          | 803    | 1     |
| 02 | Jenny Enodd              | 708    | 1     |
| 03 | Karoline Erdal           | 691    | 2     |
| 04 | Anaëlle Bondoux          | 657    | 2     |
| 05 | Emily Schumann           | 597    | 0     |
| 06 | Maren Kirkeeide          | 589    | 3     |
| 07 | Ida Lien                 | 577    | 1     |
| 08 | Emilie Ågheim Kalkenberg | 488    | 1     |
| 09 | Julia Tannheimer         | 481    | 1     |
| 10 | Ella Halvarsson          | 476    | 0     |

| Rang | Name                     | Punkte | Siege |
| ---- | ------------------------ | ------ | ----- |
| 01   | Océane Michelon          | 398    | 1     |
| 02   | Karoline Erdal           | 375    | 2     |
| 03   | Anna-Karin Heijdenberg   | 321    | 0     |
| 04   | Jenny Enodd              | 306    | 0     |
| 05   | Anaëlle Bondoux          | 285    | 0     |
| 06   | Emilie Ågheim Kalkenberg | 281    | 1     |
| 07   | Ella Halvarsson          | 262    | 0     |
| 08   | Emily Schumann           | 257    | 0     |
| 09   | Maren Kirkeeide          | 254    | 1     |
| 10   | Gro Njølstad Randby      | 239    | 0     |

| Rang | Name                     | Punkte | Siege |
| ---- | ------------------------ | ------ | ----- |
| 01   | Océane Michelon          | 206    | 0     |
| 02   | Jenny Enodd              | 197    | 1     |
| 03   | Ida Lien                 | 170    | 0     |
| 04   | Anaëlle Bondoux          | 138    | 1     |
| 05   | Karoline Erdal           | 138    | 0     |
| 06   | Marthe Kråkstad Johansen | 124    | 1     |
| 07   | Maren Kirkeeide          | 120    | 1     |
| 08   | Lea Rothschopf           | 116    | 0     |
| 09   | Julia Tannheimer         | 115    | 0     |
| 10   | Emily Schumann           | 114    | 0     |

| Rang | Name            | Punkte | Siege |
| ---- | --------------- | ------ | ----- |
| 01   | Maren Kirkeeide | 215    | 1     |
| 02   | Emily Schumann  | 125    | 0     |
| 03   | Karoline Erdal  | 120    | 0     |
| 04   | Chloé Chevalier | 107    | 0     |
| 05   | Flurina Volken  | 098    | 0     |
| 06   | Julia Kink      | 095    | 1     |
| 07   | Lisa Spark      | 090    | 1     |
| 08   | Jeanne Richard  | 090    | 1     |
| 09   | Alina Stremous  | 088    | 0     |
| 10   | Camille Bened   | 088    | 0     |

| Rang | Name                | Punkte | Siege |
| ---- | ------------------- | ------ | ----- |
| 01   | Anaëlle Bondoux     | 150    | 1     |
| 02   | Océane Michelon     | 125    | 0     |
| 03   | Jenny Enodd         | 123    | 0     |
| 04   | Ida Lien            | 120    | 0     |
| 05   | Gro Njølstad Randby | 103    | 0     |
| 06   | Emily Schumann      | 101    | 0     |
| 07   | Johanna Puff        | 090    | 1     |
| 07   | Julia Tannheimer    | 090    | 1     |
| 09   | Johanna Skottheim   | 080    | 0     |
| 10   | Selina Grotian      | 075    | 0     |

| Rang | Name        | Punkte | Siege |
| ---- | ----------- | ------ | ----- |
| 01   | Norwegen    | 8003   | 14    |
| 02   | Frankreich  | 7475   | 3     |
| 03   | Deutschland | 7350   | 4     |
| 04   | Schweden    | 7087   | 1     |
| 05   | Österreich  | 6716   | 0     |
| 06   | Italien     | 6690   | 1     |
| 07   | Ukraine     | 5882   | 0     |
| 08   | Schweiz     | 5461   | 0     |
| 09   | Tschechien  | 5388   | 0     |
| 10   | Polen       | 5228   | 0     |

## Männer

### Resultate
| 1. IBU-Cup in Kontiolahti, 27. November – 3. Dezember 2023 | 1. IBU-Cup in Kontiolahti, 27. November – 3. Dezember 2023 | 1. IBU-Cup in Kontiolahti, 27. November – 3. Dezember 2023 | 1. IBU-Cup in Kontiolahti, 27. November – 3. Dezember 2023 | 1. IBU-Cup in Kontiolahti, 27. November – 3. Dezember 2023 |
| ---------------------------------------------------------- | ---------------------------------------------------------- | ---------------------------------------------------------- | ---------------------------------------------------------- | ---------------------------------------------------------- |
| Datum                                                      | Disziplin                                                  | Erster Platz                                               | Zweiter Platz                                              | Dritter Platz                                              |
| 30. November 2023 (Do.)                                    | Einzel (20 km)                                             | Johan-Olav Botn                                            | Mats Øverby                                                | Martin Nevland                                             |
| 2. Dezember 2023 (Sa.)                                     | Sprint (10 km)                                             | Johan-Olav Botn                                            | Philipp Horn                                               | Mats Øverby                                                |

| 2. IBU-Cup in Idre, 4.–10. Dezember 2023 | 2. IBU-Cup in Idre, 4.–10. Dezember 2023 | 2. IBU-Cup in Idre, 4.–10. Dezember 2023 | 2. IBU-Cup in Idre, 4.–10. Dezember 2023 | 2. IBU-Cup in Idre, 4.–10. Dezember 2023 |
| ---------------------------------------- | ---------------------------------------- | ---------------------------------------- | ---------------------------------------- | ---------------------------------------- |
| Datum                                    | Disziplin                                | Erster Platz                             | Zweiter Platz                            | Dritter Platz                            |
| 8. Dezember 2023 (Fr.)                   | Sprint (10 km)                           | Johan-Olav Botn                          | Martin Nevland                           | Martin Uldal                             |
| 9. Dezember 2023 (Sa.)                   | Sprint (10 km)                           | Philipp Horn                             | Johan-Olav Botn                          | Oscar Lombardot                          |
| 10. Dezember 2023 (So.)                  | Verfolgung (12,5 km)                     | Johan-Olav Botn                          | Philipp Horn                             | Martin Uldal                             |

| 3. IBU-Cup in Sjusjøen, 11.–16. Dezember 2023 | 3. IBU-Cup in Sjusjøen, 11.–16. Dezember 2023 | 3. IBU-Cup in Sjusjøen, 11.–16. Dezember 2023 | 3. IBU-Cup in Sjusjøen, 11.–16. Dezember 2023 | 3. IBU-Cup in Sjusjøen, 11.–16. Dezember 2023 |
| --------------------------------------------- | --------------------------------------------- | --------------------------------------------- | --------------------------------------------- | --------------------------------------------- |
| Datum                                         | Disziplin                                     | Erster Platz                                  | Zweiter Platz                                 | Dritter Platz                                 |
| 13. Dezember 2023 (Mi.)                       | Sprint (10 km)                                | Simon Kaiser                                  | Johan-Olav Botn                               | Mats Øverby                                   |
| 15. Dezember 2023 (Fr.)                       | Verfolgung (12,5 km)                          | Johan-Olav Botn                               | Martin Uldal                                  | Martin Nevland                                |
| 16. Dezember 2023 (Sa.)                       | Massenstart 60 (15 km)                        | Martin Nevland                                | Mats Øverby                                   | Johan-Olav Botn                               |

| 4. IBU-Cup in Martell, 2.–7. Januar 2024 | 4. IBU-Cup in Martell, 2.–7. Januar 2024 | 4. IBU-Cup in Martell, 2.–7. Januar 2024 | 4. IBU-Cup in Martell, 2.–7. Januar 2024 | 4. IBU-Cup in Martell, 2.–7. Januar 2024 |
| ---------------------------------------- | ---------------------------------------- | ---------------------------------------- | ---------------------------------------- | ---------------------------------------- |
| Datum                                    | Disziplin                                | Erster Platz                             | Zweiter Platz                            | Dritter Platz                            |
| 4. Januar 2024 (Do.)                     | Kurz-Einzel (15 km)                      | Vebjørn Sørum                            | Mats Øverby                              | Isak Frey                                |
| 6. Januar 2024 (Sa.)                     | Sprint (10 km)                           | Isak Frey                                | Mats Øverby                              | Danilo Riethmüller                       |
| 7. Januar 2024 (So.)                     | Verfolgung (12,5 km)                     | Isak Frey                                | Vebjørn Sørum                            | Danilo Riethmüller                       |

| 5. IBU-Cup in Ridnaun, 8.–13. Januar 2024 | 5. IBU-Cup in Ridnaun, 8.–13. Januar 2024 | 5. IBU-Cup in Ridnaun, 8.–13. Januar 2024 | 5. IBU-Cup in Ridnaun, 8.–13. Januar 2024 | 5. IBU-Cup in Ridnaun, 8.–13. Januar 2024 |
| ----------------------------------------- | ----------------------------------------- | ----------------------------------------- | ----------------------------------------- | ----------------------------------------- |
| Datum                                     | Disziplin                                 | Erster Platz                              | Zweiter Platz                             | Dritter Platz                             |
| 10. Januar 2024 (Mi.)                     | Sprint (10 km)                            | Johan-Olav Botn                           | Mats Øverby                               | Danilo Riethmüller                        |
| 12. Januar 2024 (Fr.)                     | Massenstart 60 (15 km)                    | Danilo Riethmüller                        | Martin Nevland                            | Antonin Guigonnat                         |

| Europameisterschaften in Brezno-Osrblie, 21.–28. Januar 2024 | Europameisterschaften in Brezno-Osrblie, 21.–28. Januar 2024 | Europameisterschaften in Brezno-Osrblie, 21.–28. Januar 2024 | Europameisterschaften in Brezno-Osrblie, 21.–28. Januar 2024 | Europameisterschaften in Brezno-Osrblie, 21.–28. Januar 2024 |
| ------------------------------------------------------------ | ------------------------------------------------------------ | ------------------------------------------------------------ | ------------------------------------------------------------ | ------------------------------------------------------------ |
| Datum                                                        | Disziplin                                                    | Erster Platz                                                 | Zweiter Platz                                                | Dritter Platz                                                |
| 24. Januar 2024 (Mi.)                                        | Einzel (20 km)                                               | Vebjørn Sørum                                                | Johan-Olav Botn                                              | Martin Uldal                                                 |
| 26. Januar 2024 (Fr.)                                        | Sprint (10 km)                                               | Antonin Guigonnat                                            | Johan-Olav Botn                                              | Isak Frey                                                    |
| 27. Januar 2024 (Sa.)                                        | Verfolgung (12,5 km)                                         | Isak Frey                                                    | Dmitri Schamajew                                             | Antonin Guigonnat                                            |

| 6. IBU-Cup am Arber, 29. Januar – 3. Februar 2024 | 6. IBU-Cup am Arber, 29. Januar – 3. Februar 2024 | 6. IBU-Cup am Arber, 29. Januar – 3. Februar 2024 | 6. IBU-Cup am Arber, 29. Januar – 3. Februar 2024 | 6. IBU-Cup am Arber, 29. Januar – 3. Februar 2024 |
| ------------------------------------------------- | ------------------------------------------------- | ------------------------------------------------- | ------------------------------------------------- | ------------------------------------------------- |
| Datum                                             | Disziplin                                         | Erster Platz                                      | Zweiter Platz                                     | Dritter Platz                                     |
| 1. Februar 2024 (Do.)                             | Sprint (10 km)                                    | Martin Uldal                                      | Johan-Olav Botn                                   | Isak Frey                                         |
| 3. Februar 2024 (Sa.)                             | Sprint (10 km)                                    | Johan-Olav Botn                                   | Martin Uldal                                      | Simon Kaiser                                      |

| 7. IBU-Cup in Obertilliach, 26. Februar – 3. März 2024 | 7. IBU-Cup in Obertilliach, 26. Februar – 3. März 2024 | 7. IBU-Cup in Obertilliach, 26. Februar – 3. März 2024 | 7. IBU-Cup in Obertilliach, 26. Februar – 3. März 2024 | 7. IBU-Cup in Obertilliach, 26. Februar – 3. März 2024 |
| ------------------------------------------------------ | ------------------------------------------------------ | ------------------------------------------------------ | ------------------------------------------------------ | ------------------------------------------------------ |
| Datum                                                  | Disziplin                                              | Erster Platz                                           | Zweiter Platz                                          | Dritter Platz                                          |
| 29. Februar 2024 (Do.)                                 | Sprint (10 km)                                         | Mats Øverby                                            | Sindre Fjellheim Jorde                                 | Sverre Dahlen Aspenes                                  |
| 2. März 2024 (Sa.)                                     | Verfolgung (12,5 km)                                   | Mats Øverby                                            | Martin Nevland                                         | Sindre Fjellheim Jorde                                 |

| 8. IBU-Cup in Obertilliach, 4.–9. März 2024 | 8. IBU-Cup in Obertilliach, 4.–9. März 2024 | 8. IBU-Cup in Obertilliach, 4.–9. März 2024 | 8. IBU-Cup in Obertilliach, 4.–9. März 2024 | 8. IBU-Cup in Obertilliach, 4.–9. März 2024 |
| ------------------------------------------- | ------------------------------------------- | ------------------------------------------- | ------------------------------------------- | ------------------------------------------- |
| Datum                                       | Disziplin                                   | Erster Platz                                | Zweiter Platz                               | Dritter Platz                               |
| 7. März 2024 (Do.) 2                        | Kurz-Einzel (15 km)                         | Mats Øverby                                 | Isak Frey                                   | Martin Uldal                                |
| 8. März 2024 (Fr.)                          | Sprint (10 km)                              | Martin Uldal                                | Mats Øverby                                 | Sverre Dahlen Aspenes                       |
| 9. März 2024 (Sa.)                          | Massenstart 60 (15 km)                      | Sverre Dahlen Aspenes                       | Martin Uldal                                | Martin Nevland                              |

### Pokalwertungen Männer
| Endstand nach 23 Rennen (Top 10) |                    |        |       |
| \| Rang \| Name \| Punkte \| Siege \| \| ---- \| ------------------ \| ------ \| ----- \| \| 01 \| Mats Øverby \| 1325 \| 3 \| \| 02 \| Johan-Olav Botn \| 1135 \| 7 \| \| 03 \| Martin Nevland \| 1037 \| 1 \| \| 04 \| Martin Uldal \| 0980 \| 2 \| \| 05 \| Isak Frey \| 0917 \| 3 \| \| 06 \| Danilo Riethmüller \| 0710 \| 1 \| \| 07 \| Lucas Fratzscher \| 0655 \| 0 \| \| 08 \| Simon Kaiser \| 0621 \| 1 \| \| 09 \| Vebjørn Sørum \| 0538 \| 2 \| \| 10 \| Daniele Cappellari \| 0436 \| 0 \| |                    |        |       |
| Rang | Name               | Punkte | Siege |
| 01 | Mats Øverby        | 1325   | 3     |
| 02 | Johan-Olav Botn    | 1135   | 7     |
| 03 | Martin Nevland     | 1037   | 1     |
| 04 | Martin Uldal       | 0980   | 2     |
| 05 | Isak Frey          | 0917   | 3     |
| 06 | Danilo Riethmüller | 0710   | 1     |
| 07 | Lucas Fratzscher   | 0655   | 0     |
| 08 | Simon Kaiser       | 0621   | 1     |
| 09 | Vebjørn Sørum      | 0538   | 2     |
| 10 | Daniele Cappellari | 0436   | 0     |

| Rang | Name               | Punkte | Siege |
| ---- | ------------------ | ------ | ----- |
| 01   | Johan-Olav Botn    | 660    | 4     |
| 02   | Mats Øverby        | 603    | 1     |
| 03   | Martin Uldal       | 492    | 2     |
| 04   | Martin Nevland     | 421    | 0     |
| 05   | Isak Frey          | 404    | 1     |
| 06   | Danilo Riethmüller | 341    | 0     |
| 07   | Simon Kaiser       | 336    | 1     |
| 08   | Lucas Fratzscher   | 320    | 0     |
| 09   | Damien Levet       | 239    | 0     |
| 10   | Philipp Horn       | 215    | 1     |

| Rang | Name               | Punkte | Siege |
| ---- | ------------------ | ------ | ----- |
| 01   | Mats Øverby        | 271    | 1     |
| 02   | Martin Nevland     | 254    | 0     |
| 03   | Isak Frey          | 220    | 2     |
| 04   | Johan-Olav Botn    | 210    | 2     |
| 05   | Martin Uldal       | 184    | 0     |
| 06   | Danilo Riethmüller | 169    | 0     |
| 07   | Lucas Fratzscher   | 157    | 0     |
| 08   | Daniele Cappellari | 133    | 0     |
| 09   | Vebjørn Sørum      | 125    | 0     |
| 10   | Simon Kaiser       | 122    | 0     |

| Rang | Name               | Punkte | Siege |
| ---- | ------------------ | ------ | ----- |
| 01   | Mats Øverby        | 276    | 1     |
| 02   | Vebjørn Sørum      | 180    | 2     |
| 03   | Isak Frey          | 180    | 0     |
| 04   | Johan-Olav Botn    | 165    | 1     |
| 05   | Martin Uldal       | 147    | 0     |
| 06   | Martin Nevland     | 137    | 0     |
| 07   | Lucas Fratzscher   | 112    | 0     |
| 08   | Émilien Claude     | 103    | 0     |
| 09   | Danilo Riethmüller | 084    | 0     |
| 10   | Daniele Cappellari | 083    | 0     |

| Rang | Name                  | Punkte | Siege |
| ---- | --------------------- | ------ | ----- |
| 01   | Martin Nevland        | 225    | 1     |
| 02   | Mats Øverby           | 175    | 0     |
| 03   | Martin Uldal          | 157    | 0     |
| 04   | Danilo Riethmüller    | 116    | 1     |
| 05   | Isak Frey             | 113    | 0     |
| 06   | Johan-Olav Botn       | 100    | 0     |
| 07   | Sverre Dahlen Aspenes | 090    | 1     |
| 08   | Simon Kaiser          | 089    | 0     |
| 09   | David Zobel           | 079    | 0     |
| 10   | Lucas Fratzscher      | 066    | 0     |

| Rang | Name        | Punkte | Siege |
| ---- | ----------- | ------ | ----- |
| 01   | Norwegen    | 8493   | 19    |
| 02   | Deutschland | 7332   | 2     |
| 03   | Frankreich  | 7093   | 1     |
| 04   | Schweden    | 6690   | 1     |
| 05   | Italien     | 6530   | 0     |
| 06   | Ukraine     | 6301   | 0     |
| 07   | Österreich  | 6060   | 0     |
| 08   | Finnland    | 5790   | 0     |
| 09   | Schweiz     | 5487   | 0     |
| 10   | Tschechien  | 5424   | 0     |

## Mixed

### Resultate
| 1. IBU-Cup in Kontiolahti, 27. November – 3. Dezember 2023 | 1. IBU-Cup in Kontiolahti, 27. November – 3. Dezember 2023 | 1. IBU-Cup in Kontiolahti, 27. November – 3. Dezember 2023                   | 1. IBU-Cup in Kontiolahti, 27. November – 3. Dezember 2023                  | 1. IBU-Cup in Kontiolahti, 27. November – 3. Dezember 2023                    |
| ---------------------------------------------------------- | ---------------------------------------------------------- | ---------------------------------------------------------------------------- | --------------------------------------------------------------------------- | ----------------------------------------------------------------------------- |
| Datum                                                      | Disziplin                                                  | Erster Platz                                                                 | Zweiter Platz                                                               | Dritter Platz                                                                 |
| 3. Dezember 2023 (So.)                                     | Mixed-Staffel (W-M) (4 × 6 km)                             | NorwegenMaren Kirkeeide Emilie Ågheim Kalkenberg Johan-Olav Botn Mats Øverby | SchwedenSara Andersson Anna-Karin Heijdenberg Emil Nykvist Henning Sjökvist | FrankreichJeanne Richard Océane Michelon Théo Guiraud-Poillot Oscar Lombardot |
| 3. Dezember 2023 (So.)                                     | Single-Mixed-Staffel (W-M) (6 km + 7,5 km)                 | NorwegenKaroline Erdal Martin Nevland                                        | FrankreichPaula Botet Rémi Broutier                                         | ItalienSara Scattolo Daniele Cappellari                                       |

| 5. IBU-Cup in Ridnaun, 8.–13. Januar 2024 | 5. IBU-Cup in Ridnaun, 8.–13. Januar 2024  | 5. IBU-Cup in Ridnaun, 8.–13. Januar 2024                             | 5. IBU-Cup in Ridnaun, 8.–13. Januar 2024                                | 5. IBU-Cup in Ridnaun, 8.–13. Januar 2024                                  |
| ----------------------------------------- | ------------------------------------------ | --------------------------------------------------------------------- | ------------------------------------------------------------------------ | -------------------------------------------------------------------------- |
| Datum                                     | Disziplin                                  | Erster Platz                                                          | Zweiter Platz                                                            | Dritter Platz                                                              |
| 13. Januar 2024 (Sa.)                     | Mixed-Staffel (W-M) (4 × 6 km)             | NorwegenEmilie Ågheim Kalkenberg Ida Lien Johan-Olav Botn Mats Øverby | DeutschlandSelina Grotian Emily Schumann Simon Kaiser Danilo Riethmüller | FrankreichGilonne Guigonnat Anaëlle Bondoux Damien Levet Antonin Guigonnat |
| 13. Januar 2024 (Sa.)                     | Single-Mixed-Staffel (W-M) (6 km + 7,5 km) | NorwegenKaroline Erdal Vebjørn Sørum                                  | FrankreichCamille Bened Théo Guiraud-Poillot                             | FinnlandNoora Kaisa Keränen Tuomas Harjula                                 |

| Europameisterschaften in Brezno-Osrblie, 21.–28. Januar 2024 | Europameisterschaften in Brezno-Osrblie, 21.–28. Januar 2024 | Europameisterschaften in Brezno-Osrblie, 21.–28. Januar 2024 | Europameisterschaften in Brezno-Osrblie, 21.–28. Januar 2024                   | Europameisterschaften in Brezno-Osrblie, 21.–28. Januar 2024                |
| ------------------------------------------------------------ | ------------------------------------------------------------ | ------------------------------------------------------------ | ------------------------------------------------------------------------------ | --------------------------------------------------------------------------- |
| Datum                                                        | Disziplin                                                    | Erster Platz                                                 | Zweiter Platz                                                                  | Dritter Platz                                                               |
| 28. Januar 2024 (So.)                                        | Mixed-Staffel (M-W) (4 × 6 km)                               | NorwegenIsak Frey Johan-Olav Botn Ida Lien Maren Kirkeeide   | FrankreichThéo Guiraud-Poillot Antonin Guigonnat Océane Michelon Camille Bened | ItalienNicola Romanin Nicolò Betemps Beatrice Trabucchi Hannah Auchentaller |
| 28. Januar 2024 (So.)                                        | Single-Mixed-Staffel (M-W) (6 km + 7,5 km)                   | SchwedenAnton Ivarsson Sara Andersson                        | NorwegenVebjørn Sørum Emilie Ågheim Kalkenberg                                 | ÖsterreichPatrick Jakob Kristina Oberthaler                                 |

| 7. IBU-Cup in Obertilliach, 26. Februar – 3. März 2024 | 7. IBU-Cup in Obertilliach, 26. Februar – 3. März 2024 | 7. IBU-Cup in Obertilliach, 26. Februar – 3. März 2024                       | 7. IBU-Cup in Obertilliach, 26. Februar – 3. März 2024                  | 7. IBU-Cup in Obertilliach, 26. Februar – 3. März 2024                |
| ------------------------------------------------------ | ------------------------------------------------------ | ---------------------------------------------------------------------------- | ----------------------------------------------------------------------- | --------------------------------------------------------------------- |
| Datum                                                  | Disziplin                                              | Erster Platz                                                                 | Zweiter Platz                                                           | Dritter Platz                                                         |
| 3. März 2024 (So.)                                     | Mixed-Staffel (W-M) (4 × 6 km)                         | NorwegenÅsne Skrede Ragnhild Femsteinevik Sindre Fjellheim Jorde Mats Øverby | ItalienAstrid Plosch Francesca Brocchiero Nicola Romanin David Zingerle | FrankreichCamille Bened Chloé Chevalier Ambroise Meunier Damien Levet |
| 3. März 2024 (So.)                                     | Single-Mixed-Staffel (W-M) (6 km + 7,5 km)             | NorwegenKaroline Erdal Martin Nevland                                        | FrankreichPaula Botet Émilien Claude                                    | DeutschlandLisa Spark David Zobel                                     |

### Pokalwertung
| Endstand nach 8 Rennen (Top 10) |             |        |       |
| \| Rang \| Name \| Punkte \| Siege \| \| ---- \| ----------- \| ------ \| ----- \| \| 01 \| Norwegen \| 705 \| 7 \| \| 02 \| Frankreich \| 512 \| 0 \| \| 03 \| Schweden \| 431 \| 1 \| \| 04 \| Deutschland \| 402 \| 0 \| \| 05 \| Italien \| 393 \| 0 \| \| 06 \| Österreich \| 335 \| 0 \| \| 07 \| Ukraine \| 291 \| 0 \| \| 08 \| Finnland \| 284 \| 0 \| \| 09 \| Schweiz \| 270 \| 0 \| \| 10 \| Tschechien \| 242 \| 0 \| |             |        |       |
| Rang | Name        | Punkte | Siege |
| 01 | Norwegen    | 705    | 7     |
| 02 | Frankreich  | 512    | 0     |
| 03 | Schweden    | 431    | 1     |
| 04 | Deutschland | 402    | 0     |
| 05 | Italien     | 393    | 0     |
| 06 | Österreich  | 335    | 0     |
| 07 | Ukraine     | 291    | 0     |
| 08 | Finnland    | 284    | 0     |
| 09 | Schweiz     | 270    | 0     |
| 10 | Tschechien  | 242    | 0     |

## Rücktritte
Folgende Athleten haben ihre Karriere während oder nach der Saison 2023/24 beendet:
- Deutschland: Dominic Schmuck[2]
- Frankreich: Sébastien Mahon[3]
- Norwegen: Jenny Enodd[4]